# Michael Anthony Foster
Michael Anthony Foster (als Autor M. A. Foster; * 2. Juli 1939 in Greensboro, North Carolina; † 14. November 2020) war ein amerikanischer Science-Fiction-Autor, der vor allem durch die Romantrilogien Ler und Morphodit bekannt ist.

## Leben
Nach dem Besuch der Greensboro High School studierte Foster ab 1957 an der Syracuse University, an der University of Maryland am US-Stützpunkt im türkischen Karamürsel und an der University of Oregon, wo er 1964 mit einem Bachelor in slawischen Sprachen abschloss. 1965 heiratete er Judith Ann Forsythe, mit der er zwei Söhne hatte. Er diente in der United States Air Force von 1957 bis 1962 als Linguist für Russisch und nach seinem Studium an der University of Oregon erneut von 1965 bis 1976, zunächst im Nachrichtendienst, ab 1971 in einer Startanlage für Interkontinentalraketen und danach bei der Flugabwehr. Außerdem war Foster semiprofessioneller Fotograf mit drei Ausstellungen in Rapid City, South Dakota 1972, 1973 und 1974.

## Werk
Nach zwei Gedichtbänden, die als Privatdruck erschienen, veröffentlichte Foster 1975 den ersten Band seiner Ler-Trilogie. Die Ler sind eine genmanipulierte Rasse von Supermenschen. In dem Werk verarbeitet er Ideen aus der Informatik, insbesondere spielt Conways Spiel des Lebens eine wichtige Rolle. Im zweiten Roman Die Zan-Spieler, vom Ablauf der Erzählung her ein Prequel des ersten, heißt das Spiel Zan, in Anspielung auf Zen, und wird von den Ler als meditative Übung gespielt.
Auch in der zweiten Trilogie geht es um Genmanipulation. Der Protagonist ist ein sexuell ambivalenter Gestaltwandler, dem die Erzählung durch mehrere Transformationen folgt, bei denen er als Morphodit das Geschlecht wechseln kann, sich zugleich verjüngt, aber auch Erinnerungen verliert.
Da Foster ausschließlich als M. A. Foster publizierte, führte seine einfühlende und authentische Darstellung weiblicher Charaktere dazu, dass man einen weiblichen Autor vermutete. Ab 1986 publizierte Foster keine Science-Fiction mehr, obwohl er weiterhin schreibt.

## Bibliographie
Ler-Trilogie
- The Warriors of Dawn (1975)
  - Deutsch: Morgenrötes Krieger. Moewig Science Fiction #3503, 1980, ISBN 3-8118-3503-3.
- The Gameplayers of Zan (1977)
  - Deutsch: Die Zan-Spieler. Moewig Science Fiction #3518, 1981, ISBN 3-8118-3518-1.
- The Day of the Klesh (1979)
  - Deutsch: Stunde der Klesh. Moewig Science Fiction #3533, 1981, ISBN 3-8118-3533-5.
- The Book of the Ler (2006, Sammelausgabe der drei Bände)

Transformer/Morphodit-Trilogie
- The Morphodite (1981)
  - Deutsch: Der Morphodit. Moewig Science Fiction #3766, 1987, ISBN 3-8118-3766-4.
- Transformer (1983)
  - Deutsch: Der Transformer. Moewig Science Fiction #3785, 1987, ISBN 3-8118-3785-0.
- Preserver (1985)
  - Deutsch: Der Bewahrer. Moewig Science Fiction #3825, 1988, ISBN 3-8118-3825-3.
- The Transformer Trilogy (2006, Sammelausgabe der drei Bände)

Einzelromane
- Waves (1980)
  - Deutsch: Das Mulcahen-Rätsel. Moewig Science Fiction #3668, 1985, ISBN 3-8118-3668-4.

Sammlungen
- Owl Time (1985)

Kurzgeschichten
- Entertainment (1981)
- Dreams (1984)
- Leanne (1985)
- The Conversation (1985)
- The Man Who Loved Owls (1985)

Lyrik
- Shards from Byzantium (1969)
- The Vaseline Dreams of Hundifer Soames (1970)